# Dancer with Bruised Knees
Dancer with Bruised Knees je druhé studiové album kanadského sourozeneckého dua Kate & Anna McGarrigle, vydané v roce 1977 u vydavatelství Warner Bros. Records. Album produkoval Joe Boyd a hrají na něm například Dave Mattacks, Grady Tate a John Cale.

## Seznam skladeb
| Pořadí | Název                     | Autor                            | Délka |
| ------ | ------------------------- | -------------------------------- | ----- |
| 1.     | Dancer with Bruised Knees | Anna                             | 3:46  |
| 2.     | Southern Boys             | Kate                             | 3:20  |
| 3.     | No Biscuit Blues          | William Dumaresq, Galt MacDermot | 1:43  |
| 4.     | First Born                | Kate                             | 3:55  |
| 5.     | Blanche comme la neige    | tradicionál                      | 3:44  |
| 6.     | Perrine était servante    | tradicionál                      | 3:14  |
| 7.     | Be My Baby                | Anna                             | 3:11  |
| 8.     | Walking Song              | Kate                             | 3:33  |
| 9.     | Naufragée du tendre       | Anna, Philippe Tatartcheff       | 3:46  |
| 10.    | Hommage à Grungie         | Kate                             | 3:54  |
| 11.    | Kitty Come Home           | Anna                             | 4:36  |
| 12.    | Come a Long Way           | Kate                             | 2:17  |

## Obsazení
- Anna McGarrigle – zpěv, banjo, akordeon, klávesy
- Kate McGarrigle – zpěv, klavír, kytara
- John Cale – varhany, marimba
- Richard Davis – kontrabas
- Pat Donaldson – baskytara
- Dave Mattacks – bicí
- Grady Tate – bicí
- Steve Gadd – bicí
- Sue Evans – perkuse
- George Bohannon – žestě
- Andrew Cowan – kytara
- Ron Doleman – housle
- Gordie Fleming – akordeon
- Scot Land – kytara
- Dane Lanken – zpěv
- Gilles Losier – baskytara, housle
- Tommy Morgan – harmonika
- Ken Pearson – klávesy
- Warren Smith – perkuse
- Chaim Tannenbaum – kytara, harmonika, mandolína, zobcová flétna
- Jay Ungar – housle
- Michael Visceglia – baskytara
- Peter Weldon – banjo, harmonika